# Bahnhof Lublin Główny
Der Bahnhof Lublin Główny ist der Hauptbahnhof von Lublin. Er wurde 1877 beim Bau der Weichselbahn eröffnet. Er ist ein Bahnknoten, der die Eisenbahnstrecken nach Dorohusk, Przeworsk, Terespol und Warschau verbindet.
Im 2018 Jahr nutzten durchschnittlich 5100 Fahrgäste pro Tag den Bahnhof. Er nahm damit – gemeinsam mit Przemyśl Główny – den 63. Platz im Land ein.

## Standort
Der Bahnhof befindet sich südlich der Altstadt. In der Nähe der Station befindet sich ein Busbahnhof.

## Geschichte

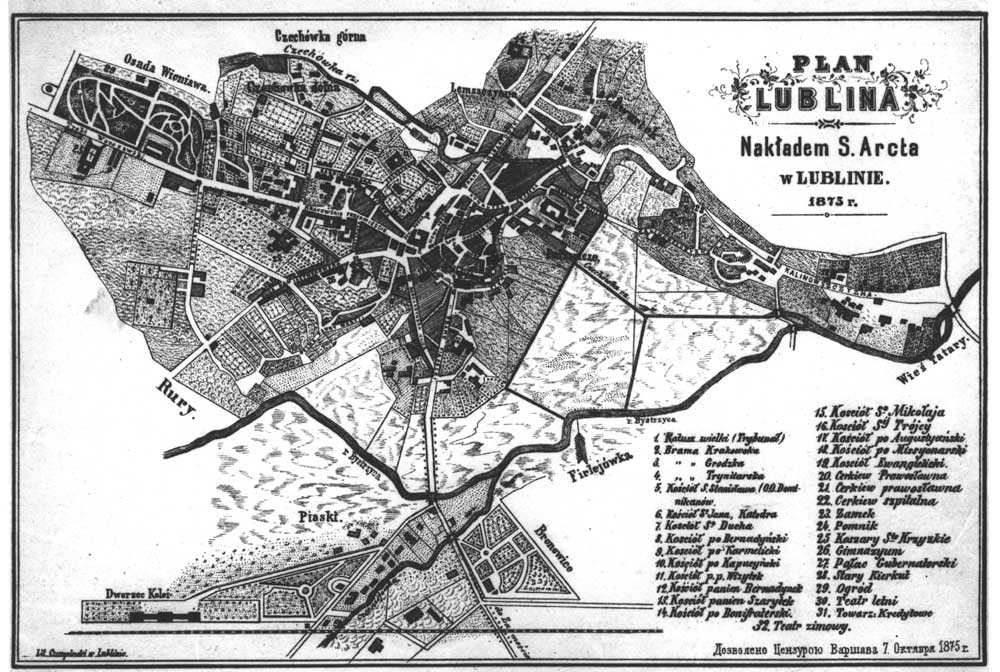
Plan Lublins aus dem Jahre 1875. In der linken unteren Ecke befindet sich eine Inschrift Bahnhof (Dworzec Kolei)

### 19. Jahrhundert
Der Hauptbahnhof von Lublin befindet sich in einem historischen Gebäude, das 1877 im Rahmen des Baus der Weichselbahn, die Warschau mit Kowel verbindet, gebaut wurde. Nach langem Hin und Her wurde entschieden, dass die Station in einem Vorort von Lublin (Piaski) gebaut werden sollte. Der Bau begann am 10. August 1875. Der Bahnhof wurde von Witold Lanci, dem Erbauer der Weichselbahn, entworfen. Im März 1877 waren bereits alle Gleise an den Bahnhof angeschlossen und die notwendigen Brücken und Übergänge gebaut. Bald begannen die Probefahrten, und die ersten Testzüge trafen in der Stadt ein. Der Bahnhof wurde am 30. August 1877 eröffnet. Die lokale Presse hob die Bedeutung dieses Ereignisses hervor. Tatsächlich befeuerte der Anschluss Lublins an das Eisenbahnnetz die wirtschaftliche und städtische Entwicklung Lublins. Allerdings wurde die Größe des Bahnhofsgebäudes kritisiert – laut „Gazeta Lubelska“ war es zu klein.
In den Jahren 1893–1894 wurde die erste Erweiterung des Empfangsgebäudes durchgeführt. Der westliche Flügel wurde angebaut und vergrößerte das Gebäude um ca. 100 m². Vor dem Gebäude wurde anstelle von Bepflanzungen und Rasenflächen ein gepflasterter Platz angelegt. Am 28. März 1898 wurde eine Eisenbahnstrecke über Łuków nach Brześć eröffnet. Auch die Brücke über den Fluss Bystrzyca wurde umgebaut.

### 20. Jahrhundert
Das Bahnhofsgebäude wurde in den Jahren 1924–1925 erneut umgebaut. Das neue Gebäude im eklektischen wurde von Architekten Jerzy Müller geplant. Vom 16. bis 19. Juli 1980 nahmen die Eisenbahner von Lublin an Streiks teil, die später als „Lubliner Juli ’80“ genannt wurde. An diese Demonstrationen erinnert das „Kreuz des Eisenbahnerelends“, das neben dem Lokschuppen steht und aus weißen Schienen gefertigt wurde.

### 21. Jahrhundert
2004 wurde das renovierte und modernisierte Bahnhofsgebäude mit dem neu errichteten Ostteil eröffnet.
Seit 2018 wird der Bahnhof einer der größten Renovierungen seiner Geschichte unterzogen. Das Eisenbahnviadukt über die Kunickiego-Straße wird modernisiert. Die Unterführung wird umgebaut und bis zum Platz an der Kunickiego-Straße verlängert. Alle Bahnsteige werden renoviert. Bahnsteig 1 wird in Richtung Chełm verlängert, es werden neue Bahnsteigkanten gebaut, von denen Züge zum Flughafen und nach Lubartów abfahren werden. Der geplante Fertigstellungstermin ist 2022.

## Infrastruktur

### Empfangsgebäude

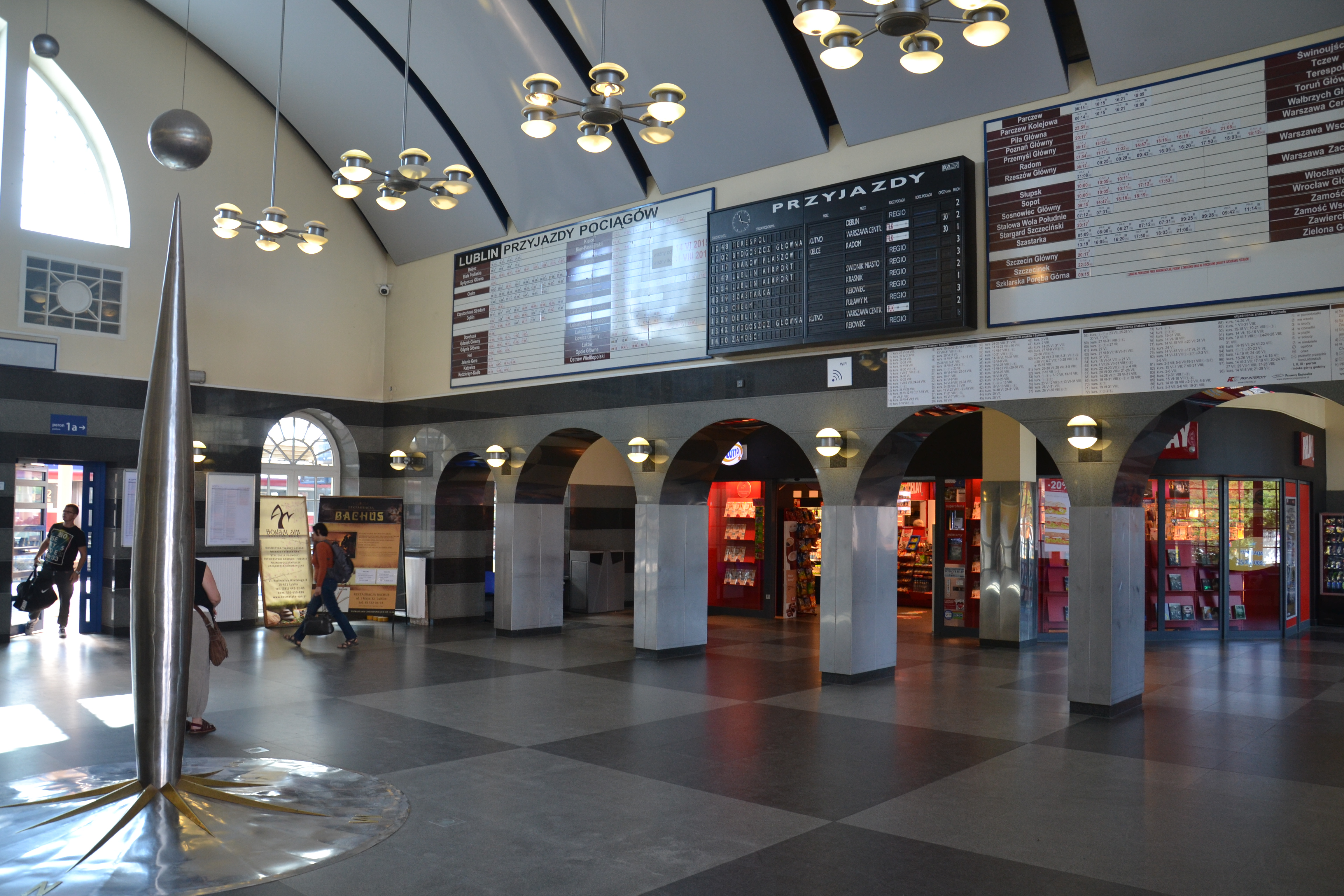
Haupthalle des Bahnhofs

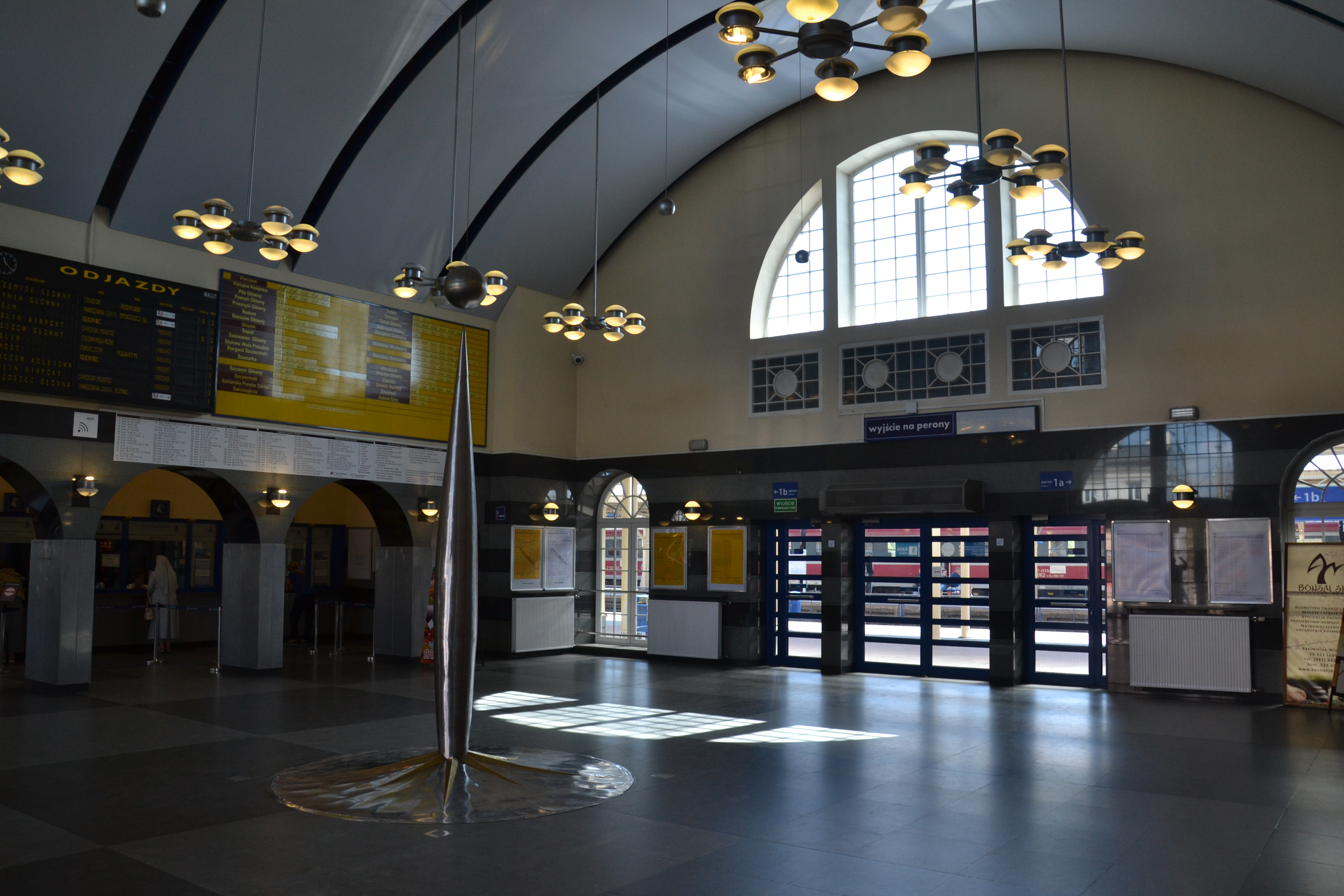
Zugang zu Gleis 1

In der Haupthalle des Bahnhofs befinden sich Fahrkartenschalter, eine Gepäckaufbewahrung, Gastronomie, Cafe und ein Kiosk. Von der Halle gibt es einen direkten Zugang zum Bahnsteig 1. Die Unterführung verbindet die Halle mit den übrigen Gleisen.

### Bahnsteige
Diese Station hat 7 Bahnsteiggleise an 4 Bahnsteigen, wobei Gleis 1 am Hausbahnsteig liegt, die übrigen Bahnsteige sind Inselbahnsteige bzw. ein Behelfsbahnsteig.

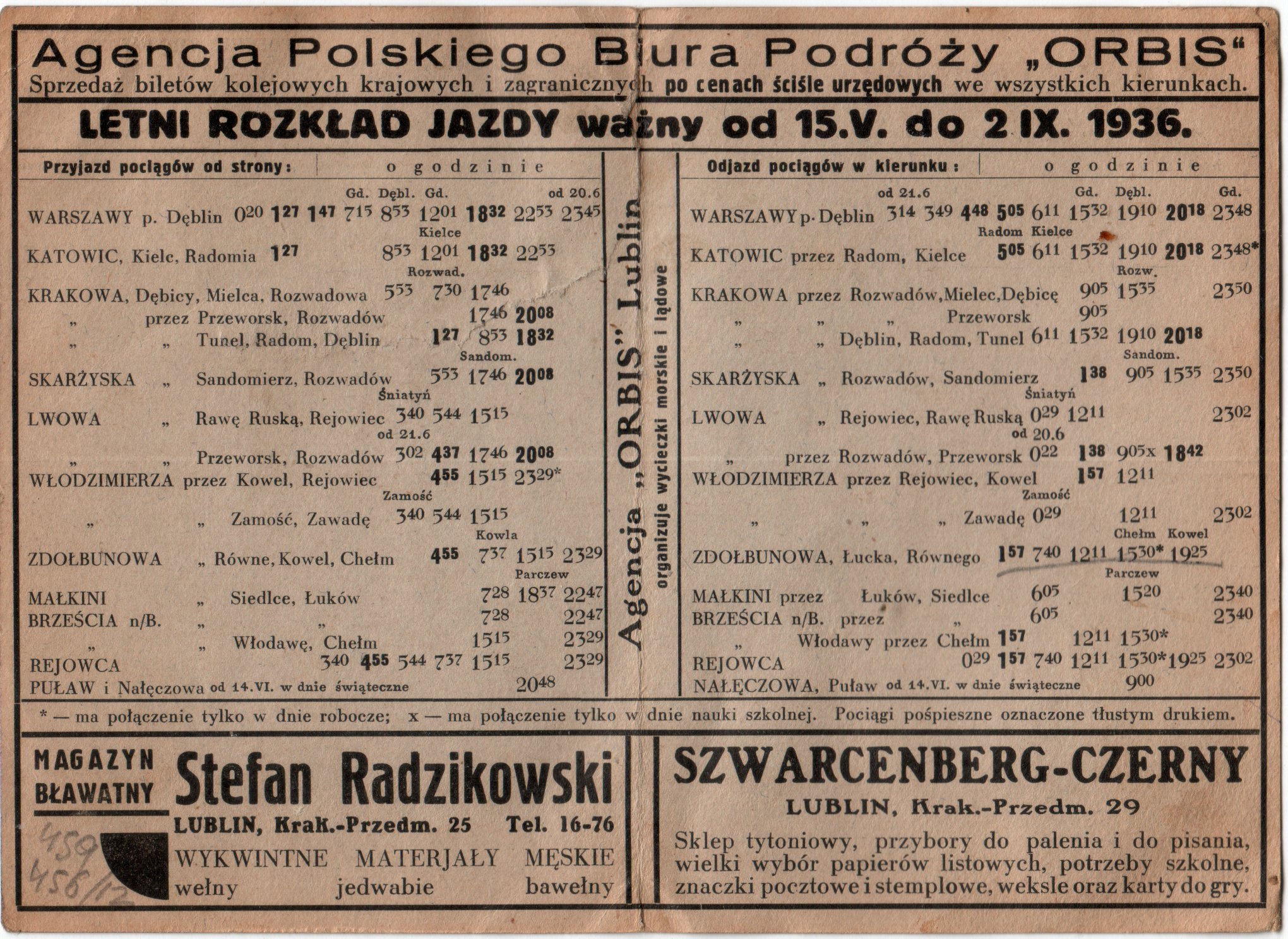
Fahrplan aus dem Jahr 1936